# Trichoplusia flavirosea
Trichoplusia flavirosea là một loài bướm đêm trong họ Noctuidae.